# الکساندر د سرپا پینتو
الکساندر آلبرتو دا روچا د سرپا پینتو، ویکنت سرپا پینتو (Alexandre Alberto da Rocha de Serpa Pinto, Viscount of Serpa Pinto) (با نام سرپا پینتو نیز شناخته می‌شود) (Serpa Pinto) (زادهٔ ۲۰ آوریل ۱۸۴۶ – درگذشتهٔ ۲۸ دسامبر ۱۹۰۰)، کاوشگر جنوب آفریقا و مدیر مستعمرات، اهل پرتغال بود.

## اوایل زندگی
سرپا پینتو در کوینتا داس پولدراس (تیندایس) در سینفایس، قریهٔ از پرتغال در نزدیکی رود دورو واقع شده‌است، به‌دنیا آمد. او در سن ۱۰ سالگی به کالج نظامی (Colégio Militar) پیوست. در ۱۸۶۴ میلادی، پس از پیوستن به ارتش پرتغال، او به نخستین دانشجویی مبدل شد که به فرماندهی گردان می‌رسد و به موزامبیک-پرتغال فرستاده شد. در ۱۸۶۹ میلادی، او در سرکوب قبایلی که در قسمت پایین زامبزی شورش کرده بودند، شرکت نمود.

## اکتشافات
در سال ۱۸۶۹، او همچنین برای اکتشاف رود زامبزی به شرق آفریقا فرستاده شد. هشت سال بعد، او یک سفراکتشافی را از بنگوئلا، آنگولای پرتغال به‌سوی خلیج‌های کوچک رودهای کنگو و زامبزی هدایت کرد. شهر مننگو تا ۱۹۷۵ میلادی به افتخار او معروف به شهر سرپا پینتو بود.
در ۱۸۷۷ میلادی، او و ستوان کاپیلو و ستوان اوینز که هردو از نیروی دریایی پرتغال بودند، برای اکتشاف اراضی جنوب آفریقا فرستاده شدند. هر سه فرد اعزام شده تجربه کافی از آفریقا داشتند و ظاهراً دارای سن و اشتیاق کاری مناسب بودند. آنها در نوامبر بنگوئلا را ترک کردند. با این حال، مدتی کوتاهی پس از آغاز سفر، آنها در استان بیه راه خود را از هم جدا کردند، کاپیلو و اوینز به سمت شمال حرکت کرده و سرپا پینتو حرکت به سمت شرق را ادامه داده و به تدریج راه خود را به سمت جنوب باز کرد. او در ژوئن ۱۸۷۸ از رودخانه کواندو عبور نموده و در ماه اوت به لیالوئی رسید، پایتخت مردم باروتسی که در زامبزی واقع شده بود. در آنجا او از مبلغ مذهبی فرانکویس کویلارد کمک دریافت کرده و توانست به سفر خود در امتداد رود زامبزی تا آبشار ویکتوریا ادامه دهد. از این نقطه، او به سمت جنوب تغییر مسیر داده و در ۱۲ فوریه ۱۸۷۹ به پرتوریا که در قسمت شمالی آفریقای جنوبی واقع شده‌است، رسید. کاپیلو و اوینز از دوندو که در نزدیکی رود کونزا در قسمت شمالی آنگولا واقع شده‌است، پدید آمدند. سرپا پینتو چهارمین کاوشگری بود که از غرب به شرق آفریقا عبور کرد و نخستین کسی بود که یک مسیر درست را میان بیه (حالا آنگولا) و لیالوئی ترسیم نمود. جامعه سلطنتی جغرافیا در ۱۸۸۱ میلادی مدال طلای بنیان‌گذار را «به‌خاطر سفر وی در سراسر آفریقا.. که در خلال آن او پنج صد مایل از کشور جدید را اکتشاف نمود» به سرپا پینتو اعطاء نمود.
سرپا پینتو در ۱۸۸۱ میلادی کتاب ۲ جلدی خود، Como eu atravessei a África را منتشر نمود که توسط آلفرد الوس به زبان انگلیسی ترجمه گردیده و با عنوان «چگونه من از آفریقا عبور کردم» (How I crossed Africa) به چاپ رسید. ترجمه‌های فرانسوی و آلمانی این اثر نیز در همان سال منتشر گردید.

## منطقه نیاسا

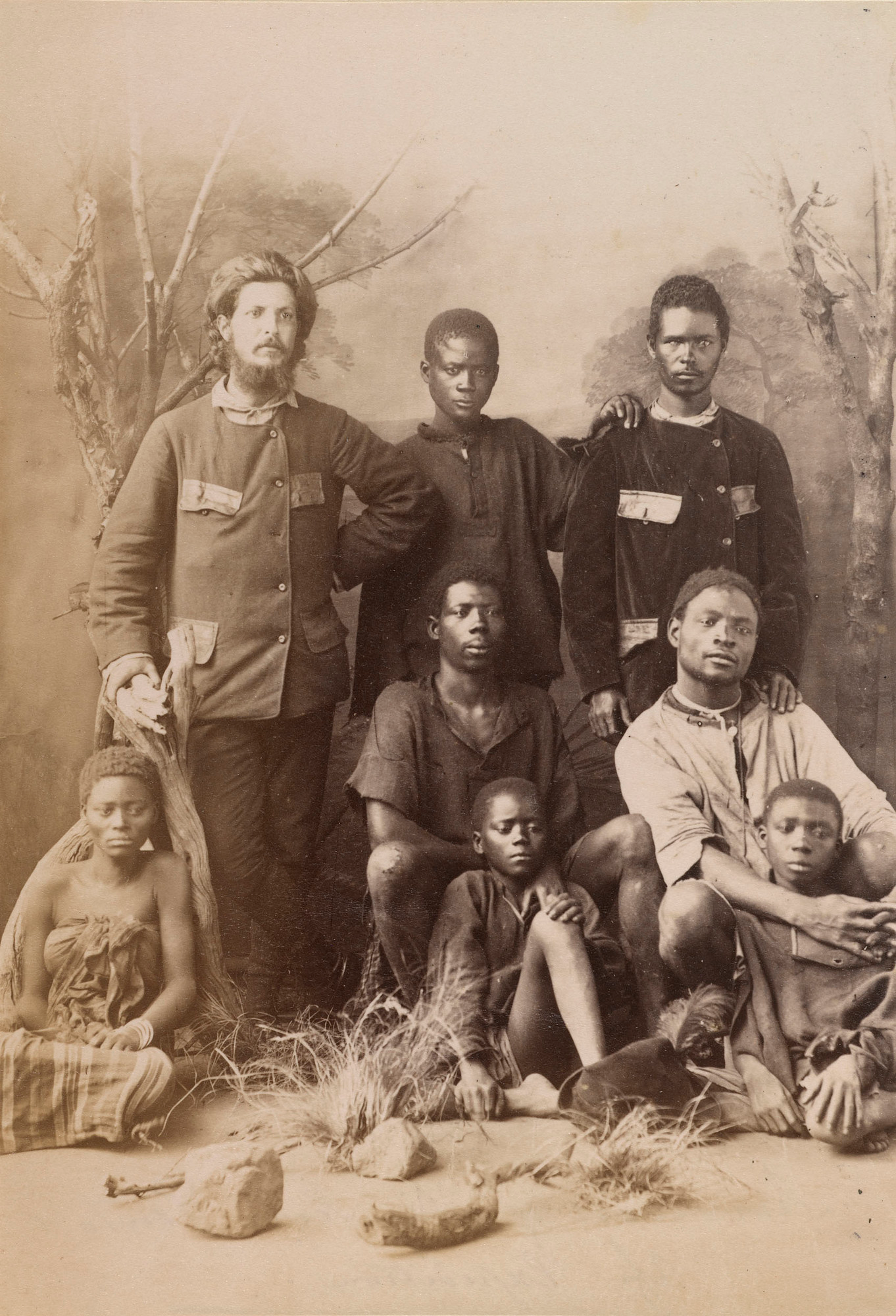
سرپا پینتو ایستاده در ردیف عقب سمت چپ در کنار بازماندگانی از سفر اکتشافیش سائو پالو

حکومت پرتغال در ۱۸۷۹ میلادی رسماً مناطق جنوب و شرق رود رئو (که حالا مرز جنوب شرقی کشور مالاوی را تشکیل می‌دهد) را تصرف نموده و در ۱۸۸۲ میلادی بازه پایینی رود شایر را تا رود رئو اشغال نمود. پس از آن، حکومت پرتغال تلاش ورزید تا در رابطه با ادعای اراضی خود با حکومت انگلستان مذاکره نماید، اما برگزاری کنفرانس برلین (۱۸۸۴ میلادی) به این بحث‌ها پایان بخشید. در ۱۸۸۴ میلادی، سرپا پینتو به عنوان کنسول پرتغال در زنگبار گماشته شد، به او مأموریت سپرده شد تا منطقهٔ که میان دریاچه نیاسا و کناره دریا، از زنگبار تا رود، رود روووما، واقع شده‌است را اکتشاف و مجدداً نقشه‌برداری نموده و همزمان سران قبایل در منطقه را مطیع نماید. سرپا پینتو در ۱۸۸۵ میلادی یک سفر اکتشافی را همراه با معاون خود ستوان آگوستو کاردوسو آغاز کرد. سرپا پینتو شدیداً بیمار شده و به ساحل آورده شد، تا اینکه در نهایت سلامت خود را دوباره به‌دست‌آورد. کاردوسو که بیست و پنج سال سن داشت و معاون پینتو بود، به سفر اکتشافی ادامه داده و دریاچه نیاسا و کوهسارهای شایر را اکتشاف نمود، اما نتوانست هیچ معاهدهٔ مصونیتی با سران قبایل یائو که در سرزمین‌های غرب دریاچه مالاوی بودند، منعقد نماید.
بریتانیا، ادعای پرتغال مبنی بر اینکه کوهسارهای شایر باید بخشی از آفریقای شرقی پرتغالی پنداشته شود، را به دلیل اینکه هنوز تحت استعمار پرتغال قرار نداشت نپذیرفت. برای جلوگیری از اشغال توسط پرتغال، حکومت بریتانیا هری هیملتون جانستون را به عنوان قنسول بریتانیا به موزامبیک و مناطق درونی آفریقا فرستاد، با این هدایت که از گستره حاکمیت پرتغال در دره‌های زامبزیک و شایر و مناطق همجوار آن گزارش داده و معاهده‌های مشروط با حاکمان محلی فراتر از حوزه قضایی پرتغال منعقد نماید تا آنها پیشکش مصئونیت از جانب پرتغال را رد نمایند. حکومت پرتغال در ۱۸۸۸ میلادی به نمایندگان خود در آفریقای شرقی پرتغالی هدایت داد تا معاهده‌های محافظتی را با رئسای قبایل یائو ساکن در جنوب‌شرق دریاچه مالاوی و در کوهسارهای شایر منعقد نمایند و همچنین یک سفر اکتشافی با رهبری انتونیو کاردوسو، حاکم پیشین کلیمنه، راه‌اندازی شد که در نوامبر ۱۸۸۸ به سمت دریاچه حرکت نمود. چندی بعد، سفر اکتشافی دومی به رهبری سرپا پینتو که در آن زمان به عنوان حاکم موزامبیک گماشته شده بود، به سمت دره شایر روانه شد. این دو سفر اکتشافی بیش از ۲۰ معاهده با سران قبایل در منطقهٔ که حالا مالاوی است، بستند. سرپا پینتو در اوت ۱۸۸۹ در شرق بئو با جانستون ملاقات کرد و جانستون به او توصیه نمود تا برای رفتن به کوهسارهای شایر از رود عبور نکند. هرچند سرپا پینتو قبلاً با احتیاط لازم عمل می‌کرد، او در سپتامبر ۱۸۸۹ از رئو به جیرومو، جاییکه حالا در مالاوی است، عبور نمود. معاون جانستون، جان بوچانان پس از درگیری‌های اندک با نیروهای سرپا پینتو، برخلاف دستورهایی که قبلاً به او داده شود بود، کوهسارهای شایر را تحت‌الحمایه بریتانیا اعلام کرد، با این وجود این مسئله بعداً توسط وزارت خارجه تصحیح گردید.

## اواخر زندگی
مدت کوتاهی پس از درگیری با بریتانیا، سرپا پینتو به پرتغال بازگشت و در آنجا به درجه سرهنگ ترفیع داده شد. او از ۲۰ ژانویه ۱۸۹۴ تا ۱۷ ژانویه ۱۸۹۸ به عنوان فرماندار کل دماغه سبز خدمت کرد. سرپا پینتو به عمر ۵۴ سالگی در ۲۸ دسامبر ۱۹۰۰ در لیسبون درگذشت. جسد او در آرامگاه خانوادگی آنها، جاییکه انتونیو گومیس دوس سانتوس و فرانسیسکو د سوزا سانتوس موریرا و خانواده‌های آرمیده‌اند، در قبرستان پرازیریس در لیسبون به خاک سپرده شد.

## افتخارات
تقدیر و افتخارات در مقابل خدماتی که او انجام داد، خواسته او نبود. در پرتغال نشان‌های افتخاری شوالیه به وی اعطاء گردید: Ordem da Torre e Espada, the Ordem Sao Bento de Aviz و the Ordem de Sao Tiago da Espada؛ در فرانسه نشان افتخاری لژیون دونور (صلیب) به وی اعطاء گردید؛ در برزیل او نشان افتخاری شوالیه اردیم دا روسا (Ordem da Rosa) را به‌دست‌آورد؛ و در ترکیه با اعطای نشان سلیب بزرگ مجیدیه به او افتخار بخشیده شد. او عضویت و جوایز انجمن‌های علمی مختلف را به‌دست‌آورد، از جمله عضویت بخش ستاره‌شناسی آکادمی علوم فرانسه (French Académie des Sciences' Astronomy division) و «مدال بنیان‌گذار» جامعه سلطنتی جغرافیای لندن. در ۲۴ ژانویه، پادشاه کارلوس (۱۸۶۳ – ۱۹۰۸ میلادی) با اعطای لقب اشرافی ویکنت، به او افتخار بخشید.

## ارجاعات
1. 1 2 3  Chisholm 1911.
2. ↑  Nowell 1947, p. 7.
3. ↑  Nowell 1947, p. 8.
4. ↑  "Review of How I Crossed Africa by Major Serpa Pinto, trans. by Alfred Elwes". Saturday Review of Politics, Literature, Science and Art. 52 (1341): 55–56. 9 July 1881.
5. ↑  McCracken 2012, p. 51.
6. ↑  Nowell 1947, p. 10.
7. ↑  Newitt 1995, pp. 276–7, 325–6.
8. ↑  F Axelson, (1967). Portugal and the Scramble for Africa, pp. 182-3, 198-200. Johannesburg, Witwatersrand University Press.
9. ↑  Pike 1968, pp. 83–4.
10. ↑  McCracken 2012, pp. 52–3.
11. ↑  Pike 1968, pp. 85–6.
12. ↑  McCracken 2012, pp. 53, 55.
13. ↑  Newitt 1995, p. 346.
14. ↑  "Cape Verde". worldstatesmen.org.